# Guillermo Páez
Guillermo Alejandro Páez Cepeda (Santiago, Chile, 18 de abril de 1945) es un exfutbolista y entrenador chileno, considerado uno de los mejores volantes defensivos chilenos de todos los tiempos. Es hermano del también exfutbolista Juan Páez.

## Trayectoria
Comenzó su carrera en las inferiores de Universidad Católica, en 1966 pasó San Antonio Unido y al año siguiente a Lota Schwager. Allí jugó desde 1967 a 1971, siendo seleccionado nacional desde 1970 (hasta el año 1975). Luego el año 1972 pasa a Colo-Colo e integra el histórico equipo albo de la final de la Copa Libertadores de 1973. 
Sus últimos clubes fueron Deportes Aviación, Santiago Morning, Santiago Wanderers y Talagante Ferro.
Como entrenador ha dirigido a diversos equipos, como Deportes Laja, Curicó Unido, Lota Schwager, Magallanes, Deportes Melipilla, Deportes Temuco, Rangers, Unión Española, Santiago Morning, Santiago Wanderers, O'Higgins, Fernández Vial.

## Selección nacional
En la Selección Chilena, jugó 13 partidos entre los años 1972 y 1974, incluyendo las eliminatorias y el Mundial de Alemania de 1974, disputando los tres partidos como mediocampista defensivo. 

### Participaciones en Copas del Mundo
| Mundial                        | Sede     | Resultado    |
| ------------------------------ | -------- | ------------ |
| Copa Mundial de Fútbol de 1974 | Alemania | Primera fase |

## Estadísticas

### Clubes

#### Como jugador
| Club                 | País  | Año       |
| -------------------- | ----- | --------- |
| Universidad Católica | Chile | 1960-1964 |
| Coquimbo Unido       | Chile | 1965      |
| San Antonio Unido    | Chile | 1966      |
| Lota Schwager        | Chile | 1967-1971 |
| Colo-Colo            | Chile | 1972-1976 |
| Deportes Aviación    | Chile | 1977      |
| Santiago Morning     | Chile | 1978-1979 |
| Santiago Wanderers   | Chile | 1980      |
| Talagante Ferro      | Chile | 1981-1982 |

#### Como entrenador
| Club               | País  | Año       |
| ------------------ | ----- | --------- |
| Santiago Morning   | Chile | 1984      |
| Deportes Laja      | Chile | 1985      |
| Curicó Unido       | Chile | 1986-1987 |
| Lota Schwager      | Chile | 1988      |
| Magallanes         | Chile | 1989-1990 |
| Soinca Bata        | Chile | 1991      |
| Deportes Melipilla | Chile | 1992      |
| Deportes Temuco    | Chile | 1992-1994 |
| Rangers            | Chile | 1995      |
| Deportes Melipilla | Chile | 1996      |
| Unión Española     | Chile | 1996-1997 |
| Santiago Morning   | Chile | 1997      |
| Deportes Melipilla | Chile | 1998      |
| Santiago Wanderers | Chile | 1999      |
| O'Higgins          | Chile | 2000-2001 |
| Deportes Melipilla | Chile | 2001-2002 |
| Deportes Melipilla | Chile | 2004      |
| Deportes Melipilla | Chile | 2005      |
| Magallanes         | Chile | 2006      |
| Fernández Vial     | Chile | 2006      |
| Santiago Morning   | Chile | 2006-2007 |
| Deportes Melipilla | Chile | 2011      |

## Palmarés

### Campeonatos nacionales
| Título           | Club      | País  | Año  |
| ---------------- | --------- | ----- | ---- |
| Primera División | Colo-Colo | Chile | 1972 |
| Copa Chile       | Colo-Colo | Chile | 1974 |